# Вселуг
Вселуг (рус. Вселуг) језеро је моренског порекла на северозападу европског дела Руске Федерације, односно на северозападу Тверске области. Налази се на територији Пеновског рејона на подручју Валдајског побрђа. Друго је по величини језеро у систему Горњоволшких језера и друго веће језеро кроз које протиче река Волга. Са осталим Горњоволшким језерима спојено је након градње вештачког Верхњеволшког језера на Волги. Узводно се наставља на језеро Стерж, док је низводно језеро Пено.
Површина језерске акваторије је 37 км², максималне дужина до 14 километара, а ширина до 4 километра. Максимална дубина језера је 16 метара, просечно око 7,7 метара.
На језеру постоје два мања острва, Острво Зосима и Саватија на којем је до 1930их постпјао манастир (данас ту постоје две дрвене црквице) и острво Нитјо.